# Ford F-Series (quatorzième génération)
Cette page est une annexe de l'article « Ford F-Series ».
La quatorzième génération du Ford F-Series est une gamme de pick-ups  produits par Ford, introduit pour l'année modèle 2021,,. Il s'agissait de la première génération à inclure un pick-up entièrement électrique parmi les offres avec le modèle F-150 Lightning qui entrera en production en 2022,.

## Hybride
Disponible en configuration cabine multiplace, la version hybride du F-150, appelé le PowerBoost, combine un moteur V6 EcoBoost de 3,5 L à un moteur/générateur hybride de 47 ch entre le moteur et la transmission. Une batterie lithium-ion de 1,5 kWh est située sous la benne. Le gain net est de 47 ch et 95 N⋅m. Toute l'énergie électrique a également permis à Ford d'avoir jusqu'à 7200 watts dans la benne du pick-up, dépassant de loin la capacité d'une prise normale de 120 volts. Par rapport à un moteur EcoBoost de 3,5 L de base, Une augmentation de 20 pour cent de l'économie de carburant a été observée lors de la conduite ville/autoroute combinée. L'option hybride ajoute 2500 $ au prix de base; bien que cela puisse être plus en fonction de la finition.
- 0 à 60 mi/h : 5,4 secondes
- 430 ch
- 773 N⋅m
- Charge utile : 2 120 livres
- Capacité de remorquage : 12 700 livres

## Raptor
Le F-150 Raptor a été annoncé en février 2021 et dispose d'un moteur essence V6 biturbo de 3,5 litres hérité de la génération précédente.

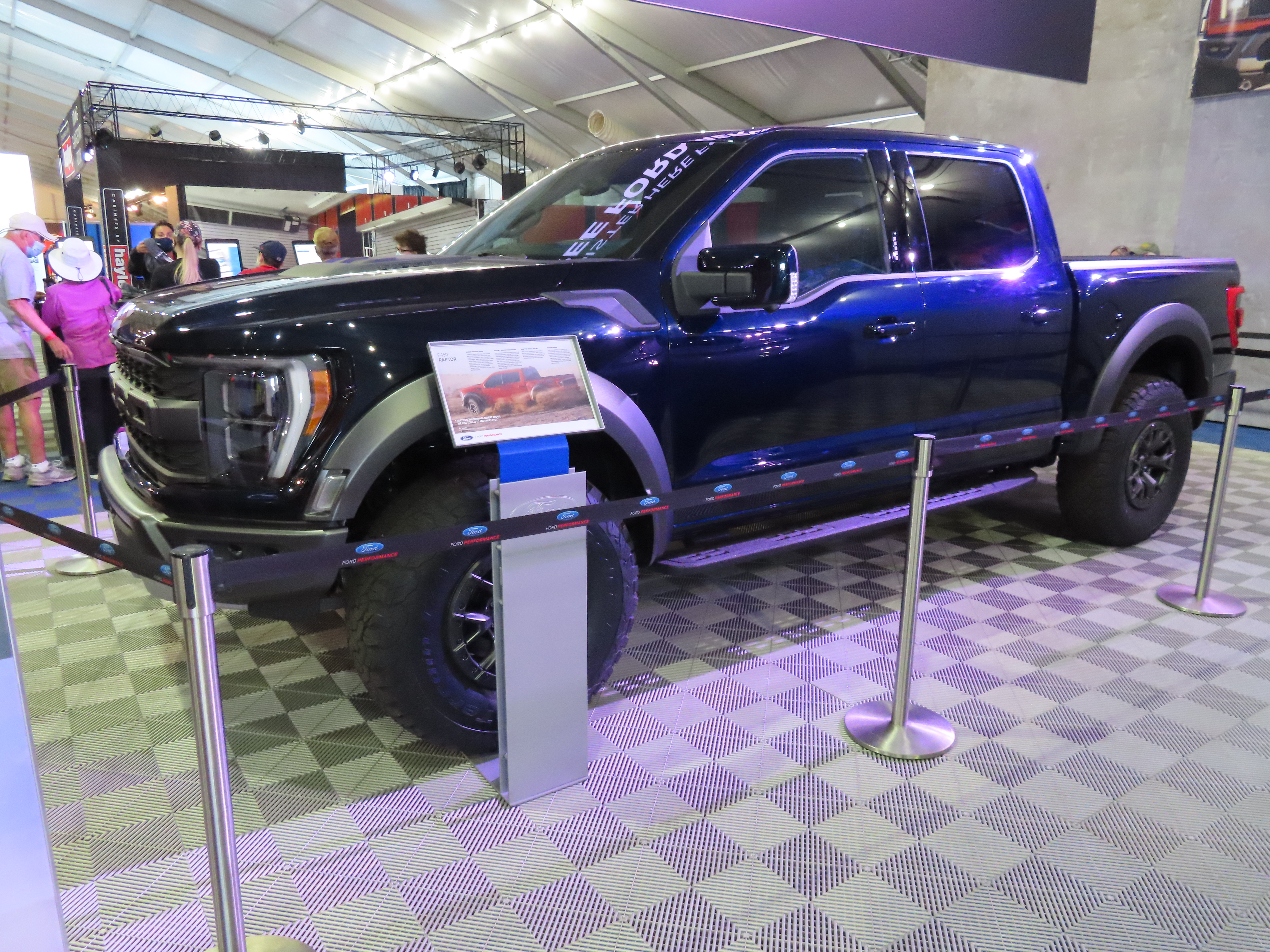
Ford F-150 Raptor de 2021

## F-150 Lightning
Ford a dévoilé une version électrique du Ford F-150, appelé F-150 Lightning, faisant revivre le nom du modèle pour la première fois depuis que le précédent Lightning a été abandonné après l'année modèle 2004. Il a fait ses débuts le 19 mai 2021 et aura deux moteurs. 
Le F-150 Lightning est produit dans le nouveau Ford Rouge Electric Vehicle Center, situé à Dearborn dans le Michigan, depuis le 26 avril 2022.
Ford avait précédemment annoncé son intention de produire un pick-up léger entièrement électrique au Salon international de l'automobile d'Amérique du Nord 2019 en janvier 2019. Des prototypes de mules d'essai électriques sur un châssis de F-150 existant ont été testés en 2019, y compris un remorquage d'essai de démonstration record de 1 250 000 livres sur rails. Ford a dévoilé le pick-up et a mis en vente le nom de modèle F-150 Lightning le 19 mai 2021.